# Dionychoscelis
Dionychoscelis este un gen de insecte lepidoptere din familia Arctiidae.

Cladograma conform Catalogue of Life:
| Dionychoscelis | \| \| Dionychoscelis lactea \| \| \| \| \| \| Dionychoscelis venata \| \| \| \| |
|                | \| \| Dionychoscelis lactea \| \| \| \| \| \| Dionychoscelis venata \| \| \| \| |
|                | Dionychoscelis lactea                                                           |
|                |                                                                                 |
|                | Dionychoscelis venata                                                           |
|                |                                                                                 |